# Abtolemus
Abtolemus (in ebraico אבטולמוס  ‎?, Avtolemus; greco: Εὔτολμος) (Zippori, II secolo – ...) è stato un rabbino ebreo antico, saggio Tanna della 3ª generazione (110 – 135 e.v.).
Jose ben Halafta fu suo discepolo. Viene citato nella Mishnah e Tosefta, avvalorando la Legge ebraica della Halakhah con l'autorità dei "Cinque Anziani".
Alcuni storici sono dell'opinione che Abtolemus sia da identificare con Abtolemus ben Reuben citato nel Talmud babilonese:
(Bavli, Trattato Bava Kamma, 83a.)